# Loc-Eguiner-Saint-Thégonnec
Loc-Eguiner-Saint-Thégonnec (bret. Logeginer-Sant-Tegoneg) – miejscowość i dawna gmina we Francji, w regionie Bretania, w departamencie Finistère. W 2013 roku jej populacja wynosiła 343 mieszkańców. 
W dniu 1 stycznia 2016 roku z połączenia dwóch ówczesnych gmin – Loc-Eguiner-Saint-Thégonnec oraz Saint-Thégonnec – utworzono nową gminę Saint-Thégonnec-Loc-Eguiner. Siedzibą gminy została miejscowość Saint-Thégonnec. 